# Picot ocre
El picot ocre (Celeus ochraceus) és una espècie d'ocell de la família dels pícids. És endèmic de l'est del Brasil, on viu a altituds de fins a 1.200 msnm. El seu hàbitat natural són els boscos humits. És una espècie en risc mínim, és a dir, no sembla que hi hagi cap amenaça significativa per a la seva supervivència. El seu nom específic, ochraceus, significa 'ocraci' en llatí.